# Rick Wamsley
Richard James Wamsley (* 25. Mai 1959 in Simcoe, Ontario) ist ein ehemaliger kanadischer Eishockeytorwart und -trainer, der von 1980 bis 1993 für die Montréal Canadiens, St. Louis Blues, Calgary Flames und Toronto Maple Leafs in der National Hockey League spielte. 

## Karriere
Während seiner Juniorenzeit spielte er bei den St. Catharines Fincups bzw. Hamilton Fincups zusammen mit Al Jensen, ehe er innerhalb der Ontario Hockey Association zu den Brantford Alexanders transferierte, bei denen Mike Bullard spielte. Beim NHL Entry Draft 1979 wurde er in der dritten Runde an insgesamt 58. Position von den Montréal Canadiens ausgewählt.
Zum Ende seiner zweiten Spielzeit bei den Nova Scotia Voyageurs in der American Hockey League wurde Wamsley in den NHL-Kader der Canadiens berufen. In der darauffolgenden Saison 1981/82 setzte er sich gegen Denis Herron und Richard Sévigny durch und bestritt die meisten Spiele als Montréals Torwart. Nach weiteren zwei Spielzeiten mit den Canadiens wurde er in einem großen Tauschgeschäft an die St. Louis Blues abgegeben. Mit ihm wurden drei Draftpicks an die Blues abgegeben, mit denen die Blues unter anderem Tony Hrkac auswählten. Im Gegenzug erhielten die Canadiens zwei Draftrechte, die sie dafür nutzten, um mit Shayne Corson und Stéphane Richer zwei Spieler auszuwählen, die in Montréal eine große Karriere starteten. 
Bei den Blues teilte er sich für vier Jahre den Platz im Tor mit Greg Millen. Zum Ende der Saison 1987/88 wurde er erneut Teil eines großen Tauschgeschäfts. Zusammen mit Rob Ramage gaben die Blues ihn an die Calgary Flames ab, um mit Brett Hull ihren zukünftigen Star zu verpflichten. In Calgary war er die Nummer zwei hinter Mike Vernon. Mit den Flames gewann Wamsley 1989 den Stanley Cup. Bis zum Jahresende 1991 blieb er bei den Flames.
Auch bei seinem dritten Wechsel war er, wie schon zweimal zuvor, in eine große Transaktion eingebunden. Zusammen mit Doug Gilmour, Jamie Macoun, Kent Manderville und Ric Nattress wechselte er zu den Toronto Maple Leafs, die dafür fünf Spieler nach Calgary schickten. In Toronto kam er nur selten zum Einsatz. Nach seiner letzten Saison 1992/93 wurde er bei den Leafs Assistenztrainer. Ab 2001 war er bei den Columbus Blue Jackets als Torwarttrainer tätig. 2006 kehrte der Kanadier als Assistenztrainer zu den Blues nach St. Louis zurück.
Im Juli 2010 wurde er von den Ottawa Senators als Torwarttrainer verpflichtet.

## Sportliche Erfolge
- 1982 William M. Jennings Trophy (gemeinsam mit Denis Herron)
- 1983 Bronzemedaille bei der Weltmeisterschaft
- 1985 Silbermedaille bei der Weltmeisterschaft
- 1989 Stanley-Cup-Gewinn mit den Calgary Flames